# Abyla schmidti
Abyla schmidti är en nässeldjursart som beskrevs av James R. Sears 1953    . Abyla schmidti ingår i släktet Abyla och familjen Abylidae. Inga underarter finns listade i Catalogue of Life.